# AvtoVAZ
AutoVAZ este cea mai mare companie producătoare de mașini din Rusia.
Compania este cunoscută în principal pentru producția de mașini Lada.
Cele mai importante piețe pentru Lada sunt Rusia, Kazahstan, Ucraina și fostele state sovietice.
În anul 2009, compania a produs 294.737 mașini Lada și a asamblat 43.047 kit-uri de mașini, după ce în 2008 a avut o producție de 920.000 de unități.
În anul 2008, compania avea vânzări de 10 miliarde euro, 105.000 angajați și o cotă de piață de 26%.
În decembrie 2007, constructorul francez de automobile Renault au achiziționat o participație de 25% din AutoVAZ.
AutoVAZ deține o fabrică situată la circa 1.000 km sud-est de Moscova, în Togliatti.
Cu o capacitate de 1,5 milioane de mașini pe an și cu un număr de 22.000 de angajați, aceasta este cea mai mare fabrică de mașini din Rusia.